# Liste der Mitglieder im 11. Inatsisartut
Das 11. Inatsisartut wurde nach der Parlamentswahl in Grönland 2013 gebildet und war bis 2014 im Amt.

## Aufbau
- PI: 2
- IA: 11
- S: 14
- D: 2
- A: 2

- PI: 1
- IA: 11
- PN: 1
- S: 14
- D: 2
- A: 2

| Partei | Partei            | Abgeordnete zu Beginn der Legislaturperiode | Abgeordnete zum Ende der Legislaturperiode | Abgänge                                | Zugänge                   |
| ------ | ----------------- | ------------------------------------------- | ------------------------------------------ | -------------------------------------- | ------------------------- |
|        | Siumut            | 14                                          | 14                                         | Hans Enoksen                           | Lars P. Mathæussen        |
|        | Inuit Ataqatigiit | 11                                          | 11                                         | Maliina Abelsen Kuupik Kleist          | Harald Bianco Stine Egede |
|        | Atassut           | 2                                           | 2                                          | keine                                  | keine                     |
|        | Partii Inuit      | 2                                           | 1                                          | Nikku Olsen Lars P. Mathæussen         | Lars P. Mathæussen        |
|        | Demokraatit       | 2                                           | 2                                          | Palle Christiansen Jens B. Frederiksen | Anda Uldum Michael Rosing |
|        | Partii Naleraq    | 0                                           | 1                                          | keine                                  | Hans Enoksen              |
| Gesamt | Gesamt            | 31                                          | 31                                         |                                        |                           |

## Parlamentspräsidium
|                     | 5. April 2013 – 13. September 2013                                               | 13. September 2013 – 30. September 2014                                              | 30. September 2014 – 12. Dezember 2014                                               |
| ------------------- | -------------------------------------------------------------------------------- | ------------------------------------------------------------------------------------ | ------------------------------------------------------------------------------------ |
| Vorsitzender        | Lars-Emil Johansen (Siumut) Suppleant: Doris Jakobsen (Siumut)                   | Lars-Emil Johansen (Siumut) Suppleant: Doris Jakobsen (Siumut)                       | Lars-Emil Johansen (Siumut) Suppleant: Doris Jakobsen (Siumut)                       |
| 1. Vizevorsitzender | Agathe Fontain (Inuit Ataqatigiit) Suppleant: Hans Aronsen (Inuit Ataqatigiit)   | Agathe Fontain (Inuit Ataqatigiit) Suppleant: Juliane Henningsen (Inuit Ataqatigiit) | Agathe Fontain (Inuit Ataqatigiit) Suppleant: Juliane Henningsen (Inuit Ataqatigiit) |
| 2. Vizevorsitzender | Kim Kielsen (Siumut) Suppleant: Kristian Jeremiassen (Siumut)                    | Kim Kielsen (Siumut) Suppleant: Kristian Jeremiassen (Siumut)                        | Kristian Jeremiassen (Siumut) Suppleant: Karl Lyberth (Siumut)                       |
| 3. Vizevorsitzender | Ane Hansen (Inuit Ataqatigiit) Suppleant: Juliane Henningsen (Inuit Ataqatigiit) | Ane Hansen (Inuit Ataqatigiit) Suppleant: Kuupik Kleist (Inuit Ataqatigiit)          | Ane Hansen (Inuit Ataqatigiit) Suppleant: Mimi Karlsen (Inuit Ataqatigiit)           |
| 4. Vizevorsitzender | Finn Karlsen (Siumut) Suppleant: Kaj Lyberth (Siumut)                            | Finn Karlsen (Siumut) Suppleant: Ruth Heilmann (Siumut)                              | Ruth Heilmann (Siumut) Suppleant: Jens Immanuelsen (Siumut)                          |

## Abgeordnete
Es wurden folgende Personen gewählt. Personen, die zum Ende der Legislaturperiode nicht mehr im Amt waren, sind grau markiert:
| Mitglied              | Geburtsjahr | Partei | Partei                             | Anmerkung                                                                      |
| --------------------- | ----------- | ------ | ---------------------------------- | ------------------------------------------------------------------------------ |
| Hans Enoksen          | 1956        |        | Siumut/fraktionslos/Partii Naleraq | Parteiaustritt am 3. Januar 2014, Parteigründung am 31. Januar 2014            |
| Evelyn Frederiksen    | ?           |        | Siumut                             |                                                                                |
| Aleqa Hammond         | 1965        |        | Siumut                             |                                                                                |
| Jens Immanuelsen      | 1960        |        | Siumut                             |                                                                                |
| Doris Jakobsen        | 1978        |        | Siumut                             |                                                                                |
| Kristian Jeremiassen  | 1981        |        | Siumut                             |                                                                                |
| Nikolaj Jeremiassen   | 1961        |        | Siumut                             |                                                                                |
| Lars-Emil Johansen    | 1946        |        | Siumut                             | Parlamentspräsident                                                            |
| Finn Karlsen          | 1952        |        | Siumut                             | Minister im Kabinett Hammond II ab dem 27. Januar 2014                         |
| Kim Kielsen           | 1966        |        | Siumut                             | Minister im Kabinett Hammond II                                                |
| Jens-Erik Kirkegaard  | 1975        |        | Siumut                             | Minister in den Kabinetten Hammond I und II, zurückgetreten am 1. Oktober 2014 |
| Karl-Kristian Kruse   | 1974        |        | Siumut                             |                                                                                |
| Karl Lyberth          | 1959        |        | Siumut                             | Minister in den Kabinetten Hammond I und II, zurückgetreten am 6. Januar 2014  |
| Vittus Qujaukitsoq    | 1971        |        | Siumut                             | Minister in den Kabinetten Hammond I und II                                    |
| Maliina Abelsen       | 1976        |        | Inuit Ataqatigiit                  | ausgetreten am 13. September 2013                                              |
| Hans Aronsen          | 1967        |        | Inuit Ataqatigiit                  |                                                                                |
| Aqqaluaq B. Egede     | 1981        |        | Inuit Ataqatigiit                  |                                                                                |
| Agathe Fontain        | 1951        |        | Inuit Ataqatigiit                  |                                                                                |
| Ane Hansen            | 1961        |        | Inuit Ataqatigiit                  |                                                                                |
| Juliane Henningsen    | 1984        |        | Inuit Ataqatigiit                  |                                                                                |
| Mimi Karlsen          | 1957        |        | Inuit Ataqatigiit                  |                                                                                |
| Kuupik Kleist         | 1958        |        | Inuit Ataqatigiit                  | ausgetreten am 29. September 2014                                              |
| Kalistat Lund         | 1959        |        | Inuit Ataqatigiit                  |                                                                                |
| Naaja H. Nathanielsen | 1975        |        | Inuit Ataqatigiit                  |                                                                                |
| Sara Olsvig           | 1978        |        | Inuit Ataqatigiit                  |                                                                                |
| Siverth K. Heilmann   | 1953        |        | Atassut                            | Minister im Kabinett Hammond II, zurückgetreten am 1. Oktober 2014             |
| Steen Lynge           | 1963        |        | Atassut                            | Minister in den Kabinetten Hammond I und II, zurückgetreten am 1. Oktober 2014 |
| Randi Broberg         | 1978        |        | Partii Inuit                       |                                                                                |
| Nikku Olsen           | 1974        |        | Partii Inuit                       | für unwählbar erklärt                                                          |
| Palle Christiansen    | 1973        |        | Demokraatit                        | ausgetreten am 2. Oktober 2013                                                 |
| Jens B. Frederiksen   | 1967        |        | Demokraatit                        | ausgetreten am 12. März 2014                                                   |

Folgende Mitglieder der Siumut kamen als Nachrücker ins Parlament:
| Name               | Geburtsjahr | 5. Apr. 2013 – 13. Sep. 2013 (3) | 13. Sep. 2013 – 5. Nov. 2013 (3) | 5. Nov. 2013 – 8. Mai 2014 (4) | 8. Mai 2014 – 5. Jun. 2014 (5) | 5. Jun. 2014 – 1. Okt. 2014 (4) | 1. Okt. 2014 – 12. Dez. 2014 (3) |
| ------------------ | ----------- | -------------------------------- | -------------------------------- | ------------------------------ | ------------------------------ | ------------------------------- | -------------------------------- |
| Anders Olsen       | 1971        | für Minister                     | für Minister                     | für Minister                   | für Minister                   | für Minister                    | für Minister                     |
| Kaj Lyberth        | 1954        | für Minister                     | —                                | —                              | —                              | —                               | —                                |
| Per Berthelsen     | 1950        | für Minister                     | für Minister                     | für Minister                   | für Minister                   | für Minister                    | für Minister                     |
| Ruth Heilmann      | 1945        | —                                | für Minister                     | für Minister                   | für Minister                   | für Minister                    | für Minister                     |
| Saxtorph Didriksen | ?           | —                                | —                                | für Minister                   | für Minister                   | für Minister                    | —                                |
| Nick Nielsen       | 1975        | —                                | —                                | —                              | — (Minister)                   | —                               | —                                |
| Vittus Mikaelsen   | 1951        | —                                | —                                | —                              | für Karl Lyberth               | —                               | —                                |

Folgende Mitglieder der Inuit Ataqatigiit kamen als Nachrücker ins Parlament:
| Name                 | Geburtsjahr | 5. Apr. 2013 – 13. Sep. 2013 (0) | 13. Sep. 2013 – 22. Okt. 2013 (1) | 22. Okt. 2013 – 27. Nov. 2013 (2) | 27. Nov. 2013 – 29. Sep. 2014 (1) | 29. Sep. 2014 – 6. Okt. 2014 (2) | 6. Okt. 2014 – 12. Dez. 2014 (2) |
| -------------------- | ----------- | -------------------------------- | --------------------------------- | --------------------------------- | --------------------------------- | -------------------------------- | -------------------------------- |
| Harald Bianco        | 1954        | —                                | für Maliina Abelsen               | für Maliina Abelsen               | für Maliina Abelsen               | für Maliina Abelsen              | für Maliina Abelsen              |
| Stine Egede          | 1964        | —                                | —                                 | —                                 | —                                 | —                                | für Kuupik Kleist                |
| Astrid Fleischer Rex | 1954        | —                                | —                                 | —                                 | —                                 | für Kuupik Kleist                | —                                |
| Ove Karl Berthelsen  | 1954        | —                                | —                                 | für Mimi Karlsen                  | —                                 | —                                | —                                |

Folgende Mitglieder der Atassut kamen als Nachrücker ins Parlament:
| Name              | Geburtsjahr | 5. Apr. 2013 – 5. Nov. 2013 (1) | 5. Nov. 2013 – 1. Okt. 2014 (2) | 1. Okt. 2014 – 12. Dez. 2014 (0) |
| ----------------- | ----------- | ------------------------------- | ------------------------------- | -------------------------------- |
| Gerhardt Petersen | 1955        | für Minister                    | für Minister                    | —                                |
| Knud Kristiansen  | 1971        | —                               | für Minister                    | —                                |

Folgende Mitglieder der Partii Inuit kamen als Nachrücker ins Parlament:
| Name               | Geburtsjahr | 5. Apr. 2013 – 12. Dez. 2014 (1) |
| ------------------ | ----------- | -------------------------------- |
| Lars P. Mathæussen | 1955/56     | für Nikku Olsen                  |

Lars P. Mathæussen wechselte am 19. September 2013 zur Siumut.
Folgende Mitglieder der Demokraatit kamen als Nachrücker ins Parlament:
| Name           | Geburtsjahr | 5. Apr. 2013 – 3. Okt. 2013 (0) | 3. Okt. 2013 – 7. Nov. 2013 (1) | 7. Nov. 2013 – 27. Nov. 2013 (1) | 27. Nov. 2013 – 12. Mär. 2014 (1) | 12. Mär. 2014 – 12. Dez. 2014 (2) |
| -------------- | ----------- | ------------------------------- | ------------------------------- | -------------------------------- | --------------------------------- | --------------------------------- |
| Anda Uldum     | 1979        | —                               | für Palle Christiansen          | —                                | für Palle Christiansen            | für Palle Christiansen            |
| Ulrik Blidorf  | ?           | —                               | —                               | —                                | —                                 | —                                 |
| Justus Hansen  | 1968        | —                               | —                               | —                                | —                                 | —                                 |
| Michael Rosing | 1968        | —                               | —                               | für Palle Christiansen           | —                                 | für Jens B. Frederiksen           |